# Reificação (falácia)
A reificação (também conhecida como concretismo, hipostasiação ou falácia da concretude mal colocada) consiste em uma falácia de ambiguidade, quando uma abstração ( crença abstrata ou construção hipotética) é tratada como se fosse um evento real concreto ou entidade física.   Em outras palavras, é o erro de tratar algo que não é concreto, como uma ideia, como algo concreto/real. Um caso comum de reificação é a confusão de um modelo com a realidade: “o mapa não é o território ”.
A reificação faz parte do uso normal da linguagem natural , bem como da literatura , onde uma abstração reificada é entendida como uma figura de linguagem e realmente entendida como tal. Mas o uso da reificação no raciocínio lógico ou na retórica é enganoso e geralmente considerado uma falácia.  Uma consequência potencial da reificação é exemplificada pela lei de Goodhart, onde mudanças na medição de um fenômeno são confundidas com mudanças no próprio fenômeno. 

## Etimologia e teoria
O termo "reificação" origina-se da combinação dos termos latinos res ("coisa") e -ficação , sufixo relacionado a facere ("fazer").  Assim, a reificação pode ser traduzida livremente como “fabricação de coisas”; a transformação de algo abstrato em uma coisa ou objeto concreto.  A reificação ocorre quando os processos naturais ou sociais são mal compreendidos ou simplificados; por exemplo, quando as criações humanas são descritas como "fatos da natureza, resultados de leis cósmicas ou manifestações da vontade divina".  A reificação pode derivar de uma tendência inata de simplificar a experiência, assumindo a constância tanto quanto possível.  

## Falácia da concretude mal colocada
De acordo com Alfred North Whitehead, comete-se a falácia da concretude mal colocada quando se confunde uma crença, opinião ou conceito abstrato sobre como as coisas são com uma realidade física ou "concreta": "Há um erro; mas é meramente o acidente erro de confundir o abstrato com o concreto. É um exemplo do que pode ser chamado de "Falácia da concretude mal colocada". 

Whitehead propôs a falácia em uma discussão sobre a relação de localização espacial e temporal dos objetos. Ele rejeita a noção de que a um objeto físico concreto no universo possa ser atribuída uma simples extensão espacial ou temporal, isto é, sem referência às suas relações com outras extensões espaciais ou temporais. 
[...] além de qualquer referência essencial das relações de [um] pedaço de matéria com outras regiões do espaço [...] não há nenhum elemento que possua esse caráter de simples localização. [... Em vez disso,] sustento que por um processo de abstração construtiva podemos chegar a abstrações que são os pedaços de material simplesmente localizados, e a outras abstrações que são as mentes incluídas no esquema científico. Conseqüentemente, o verdadeiro erro é um exemplo do que denominei: A Falácia da Concretude Deslocada. 

## Abstracionismo vicioso
William James usou a noção de "abstracionismo vicioso" e "intelectualismo vicioso" em vários lugares, especialmente para criticar as filosofias idealistas de Immanuel Kant e Georg Wilhelm Friedrich Hegel. Em O Significado da Verdade, James escreveu:
Deixe-me dar o nome de “abstracionismo vicioso” a uma forma de usar conceitos que podem ser assim descritos: Concebemos uma situação concreta destacando alguma característica saliente ou importante nela e classificando-a sob ela; então, em vez de acrescentar aos seus caracteres anteriores todas as consequências positivas que a nova forma de concebê-lo pode trazer, passamos a usar o nosso conceito de forma privativa; reduzindo o fenômeno originalmente rico às sugestões nuas daquele nome tomado abstratamente, tratando-o como um caso de "nada além" daquele conceito, e agindo como se todos os outros caracteres dos quais o conceito é abstraído tivessem sido expurgados. A abstração, funcionando dessa maneira, torna-se muito mais um meio de prender do que um meio de avançar no pensamento. ... O emprego cruelmente privativo de personagens abstratos e nomes de classe é, estou convencido, um dos grandes pecados originais da mente racionalista. 
Em um capítulo sobre “Os métodos e armadilhas da psicologia” em The Principles of Psychology, James descreve uma falácia relacionada, a falácia do psicólogo, assim: “A grande armadilha do psicólogo é a confusão de seu próprio ponto de vista com o do fato mental. sobre o qual ele está fazendo seu relatório. Chamarei isso daqui em diante de "falácia do psicólogo" por excelência "(volume 1, p. 196). John Dewey seguiu James na descrição de uma variedade de falácias, incluindo "a falácia filosófica", "a falácia analítica" e "a falácia da definição". 

## Uso de construções na ciência
O conceito de “construto” tem uma longa história na ciência; é usado em muitas, senão na maioria, áreas da ciência. Um construto é uma variável explicativa hipotética que não é diretamente observável. Por exemplo, os conceitos de motivação em psicologia, utilidade em economia e campo gravitacional em física são construtos; eles não são diretamente observáveis, mas são ferramentas para descrever fenômenos naturais. O grau em que um construto é útil e aceito como parte do paradigma atual em uma comunidade científica depende de pesquisas empíricas que demonstrem que um construto científico tem validade de construto (especialmente validade preditiva ).  Assim, em contraste com Whitehead, outros psicólogos parecem acreditar que, se devidamente compreendida e corroborada empiricamente, a "falácia da reificação" aplicada às construções científicas não é de forma alguma uma falácia; é uma parte da criação e avaliação de teorias na ' ciência normal".  Stephen Jay Gould baseia-se fortemente na ideia da falácia da reificação em seu livro The Mismeasure of Man . Ele argumenta que o erro em usar pontuações de quociente de inteligência para julgar a inteligência das pessoas é que, só porque uma quantidade chamada “inteligência” ou “quociente de inteligência” é definida como algo mensurável, não significa que a inteligência seja real; negando assim a validade do construto “inteligência”. A questão refere-se a um problema de ontologia da filosofia, como dito certa vez: "coisas são coisas, ideias são ideias e palavras são palavras. Tomá-las umas pelas outras gera confusão e mal-entendidos."   

## Relação com outras falácias
A falácia patética (também conhecida como falácia antropomórfica ou antropomorfização ) é um tipo específicode reificação. Assim como a reificação é a atribuição de características concretas a uma ideia abstrata, uma falácia patética é cometida quando essas características são características especificamente humanas, especialmente pensamentos ou sentimentos.  A falácia patética também está relacionada à personificação , que é uma atribuição direta e explícita de vida e senciência à coisa em questão, enquanto a falácia patética é muito mais ampla e alusiva. A falácia animista envolve atribuir intenção pessoal a um evento ou situação. 
A falácia da reificação não deve ser confundida com outras falácias de ambiguidade:
- Ênfase: onde a ambigüidade surge da ênfase (acento) colocada em uma palavra ou frase
- Anfibolia: uma falácia verbal decorrente da ambiguidade na estrutura gramatical de uma frase
- Composição: quando se assume que um todo possui uma propriedade apenas porque suas diversas partes possuem essa propriedade
- Divisão;  quando se assume que várias partes têm uma propriedade apenas porque o todo tem essa mesma propriedade
- Equivocação: uso enganoso de uma palavra com mais de um significado. [15]

## Como um dispositivo retórico
Os dispositivos retóricos da metáfora e da personificação expressam uma forma de reificação, mas longe de ser uma falácia. Estes dispositivos, por definição, não se aplicam literalmente e, portanto, excluem qualquer conclusão falaciosa de que a reificação formal é real. Por exemplo, a metáfora conhecida como falácia patética , “o mar estava furioso” reifica a raiva, mas não implica que a raiva seja uma substância concreta, ou que a água seja senciente. A distinção é que uma falácia reside no raciocínio defeituoso, e não na mera ilustração ou poesia da retórica. 

## Contra-exemplos
A reificação, embora geralmente falaciosa, às vezes é considerada um argumento válido. Thomas Schelling, um teórico dos jogos durante a Guerra Fria, argumentou que, para muitos propósitos, uma abstração partilhada entre pessoas díspares fez com que se tornasse real. Alguns exemplos incluem o efeito dos números redondos nos preços das ações, a importância atribuída ao índice Dow Jones Industrial, as fronteiras nacionais, os números preferenciais e muitos outros. 